# Project Better Place
Project Better Place foi uma empresa americana-israelense que investia em estações de recarga elétrica para Veículos Elétricos (VEs), por meio da substituição rápida e automática do pacote de baterias desses veículos. Foi fundada por Shai Agassi em 29 de outubro de 2007.

## Lançamento
Em 2008 foi anunciada a criação de uma joint venture com a Renault e sua parceira Nissan, por meio da qual modelos Mégane totalmente elétricos serão disponibilizados no mercado israelense, gozando de incentivos tributários concedidos pelo governo.

## Projetos Similares
Na França, Électricité de France (EDF) e a Toyota estão instalando postos para recarregar carros elétricos nas estradas, ruas e parques de estacionamento.  A EDF está sendo parceira também Elektromotive, Ltd. par instalar novos 250 novos postos de recarregar a partir de Outubro de 2007 em Londres e também em outros lugares do Reino Unido. Postos de recarregar podem também ser instalados para usos específicos, como por exemplo em cooperativas de táxi.